# Serranus flaviventris
Serranus flaviventris es una especie de peces de la familia Serranidae en el orden de los Perciformes.

## Morfología
Los machos pueden llegar alcanzar los 7,5 cm de longitud total.

## Distribución geográfica
Se encuentra desde las Grandes Antillas hasta  Uruguay.